# Januarius Nepotianus
Januarius Nepotianus est un écrivain et professeur romain ayant vécu entre le IIIe et le Ve siècle de notre ère. Il est l'un des deux principaux abréviateurs de l'auteur Valère Maxime.

## Biographie
Peu de sources existent sur le personnage de Januarius Nepotianus. Il n'est connu que pour ses Facta et dicta memorabilia, travail d'abréviation de l’œuvre du même nom de Valère Maxime. Il accompagne cet épitomé d'une préface dans laquelle il s'adresse à son élève Victor, ce qui semble indiquer qu'il est professeur :

« Ianuarius Nepotianus Victori suo salutem. Impensius quam ceteri adolescentes litteris studes, quo tantum proficis ut exigas scripta ueterum coerceri, mi Victor. Quod iudicium etiam in senibus rarum est, quia recte dicendi scientia in paucis. Igitur de Valerio Maximo mecum sentis opera eius utilia esse, si sint breuia : digna enim cognitione componat, sed colligenda producat, dum se ostentat sententiis, locis iactat, fundat excessibus, et eo fortasse sit paucioribus notus, quod legentium auiditati mora ipsa fastidio est. Recidam itaque, ut uis, eius redundantia et pleraque transgrediar, nonnulla praetermissa conectam. Sed hoc meum neruum antiquorum habebit nec fucum nouorum. Et cum integra fere in occulto sint, praeter nos duo profecto nemo epitomata cognoscat, hoc tutius abutor otio tibique pareo. Heus, censor, pius eris : caue hic aliud quam breuitatem requiras, quam solam poposcisti. Cura, mi Victor, ut ualeas. »

Son œuvre est citée par Ennode de Pavie en 500, ce qui signifie qu'il écrit avant cette date ; pour le reste, seules des suppositions ont été émises. Symmaque a laissé neuf livres d'Épîtres, et le destinataire du 9, 32 est un certain professeur de rhétorique Januarius : il est vraisemblable que Nepotianus et lui soient la même personne ; Januarius Nepotianus aurait donc vécu dans la seconde moitié du IVe siècle. Le dédicataire du seizième poème d'Ausone pourrait en outre venir étayer cette thèse : la dédicace est faite, en effet, à Nepotianus grammaticus idem rhetor.
Si cette supposition est exacte, plusieurs autres renseignements existent à son sujet : Januarius Nepotianus aurait été professeur de rhétorique et grammairien à Bordeaux, mais aussi gouverneur de province, se distinguant par ses nombreux voyages. Une autre supposition, très controversée, place son existence au début du IIIe siècle : elle a été émise par O. Hirschfeld, qui estime qu'il pourrait être le procurator centenarius primae cathedrae dont parle une inscription honorifique africaine ; cependant cette théorie, d'après F. Bücheler et E. Stein, ne tient pas en ce qui concerne la linguistique. Selon ces mêmes critères linguistiques, A. Mai ainsi que H. E. Dirksen affirment que Nepotianus a écrit après son homologue Julius Paris ; cette thèse, pourtant, peut être mise à mal par le fait que Nepotianus n'abrège pas les mêmes chapitres que Paris, qui en décompte deux en plus chez Valère Maxime.

## Œuvre
Il existe trois sources connues du texte de Nepotianus.

### Source primaire
Le manuscrit principal retrouvé est Vat. Lat. 1321 (conservé à la Bibliothèque Vaticane) et fait défaut à partir de l’équivalent du chapitre III, 2, 7 de Valère-Maxime. L’ensemble des éditeurs s’appuie sur ce manuscrit ; toutefois, seul le premier et le dernier ont un accès direct au manuscrit : Angelo Mai en 1831 et John Briscoe en 1998. Les trois autres éditeurs, Carl Halm, Carolus Kempf et Rino Faranda, n’ont pas cet avantage, et leur apport au texte est une somme de corrections apportées au texte de Mai et non à celui du manuscrit.
Les procédés de Mai et de Briscoe se complètent. Angelo Mai explique dans sa préface que les corrections qu’il a dû faire sont trop nombreuses pour être énumérées : son édition comporte donc un latin le plus correct possible et n’est accompagnée que d’un apparat minimal, consistant à soulever les aberrations flagrantes, notamment historiques. Dans une approche drastiquement différente, John Briscoe édite un texte qu’il veut le plus proche possible du manuscrit : son texte, bien que rempli de fautes évidentes, est un miroir exact du manuscrit et recense dans son apparat critique toutes les corrections des éditeurs précédents.

### Sources secondaires
Deux manuscrits comprennent de nombreux extraits du texte de Januarius Nepotianus, sans pour autant le retranscrire en entier : il s’agit du Land. (Vat. Pal. Lat. 909), manuscrit d’une Historia Romana écrite par Landulf Sagax, ainsi que du J2, manuscrit de l'Historia de preliis Alexandri Magni écrite par Léon de Naples.

### Éditions
- Facta et dicta memorabilia. Tome II : livres VII-XII, Iulii Paridis epitoma, Fragmentum de praenominibus, Ianuari Nepotiani epitoma, texte établi par John Briscoe (éd.), Stuttgart - Leipzig, Teubner, 1998, p. 800-846
- Epitoma librorum Valerii Maximi. Accedunt excerpta e Julii Paridis epitome eorundem librorum, texte établi par Angelo Mai (éd.), Cellis, H. C. Schulze, 1831
- Valeri Maximi Factorum et dictorum memorabilium libri novem. Julii Paridis et Januarii Nepotiani epitomis adjectis, texte établi par Carl Halm (éd.), Leipzig, B.G. Teubner, 1875
- Valerii Maximi factorum et dictorum memorabilium libri nouem cum Iulii Paridis et Ianuarii Nepotiani epitomis (editio minor), texte établi par Carolus Kempf (éd.), Leipzig, B.G. Teubner, 1888 (reprod. photographique, Stuttgart 1982)
- Detti e fatti memorabili di Valerio Massimo, texte établi et traduit par Rino Faranda (éd.), Turin, UTET, 1971 (dernier tirage 2009) (avec traduction italienne)

### Études critiques
- W. Martin Bloomer, Valerius Maximus and the Rhetoric of the New Nobility, Chapel Hill, The University of North Carolina Press, 1992
- Franz Bücheler, « Nepotianus », Rheinisches Museum für Philologie Neue Folge 61, 1906, p. 140-144
- Otto Hirschfeld, Die Römische Staatszeitung und die Akklamationen im Senat, Berlin,  Reischsdruckerei, 1905
- Robert A. Kaster, Guardians of language. The Grammarian and society in late Antiquity, Berkeley, California University Press., 1988
- Theodor Mommsen, « Über eine Stelle des Ennodius », dans Gesammelte Schriften, Tome VII : Philologische Schriften, Zürich, Weidmannsche Verlagsbuchhandlung, 1909 (réimpr. 1965), p. 517-518
- Peter Lebrecht Schmidt :
  - « Ianuarius Nepotianus », dans Der Neue Pauly 5, 1996, 858
  - « Ianuarius Nepotianus ; Epitoma Librorum Valerii Maximi », dans R. Herzog -  P. L. Schmidt, Handbuch der lateinischen Literatur (HLL). Tome V : Restauration et renouveau, Paris, Brepols, 1993, § 534.2, p. 224-225
- Joseph Schnetz, Neue Untersuchungen zu Valerius Maximus, seinen Epitomatoren und zum Fragmentum de Praenominibus, Würtzburg, Stürtz, 1904
- Ernst Stein, « Nepotianus », dans Die Real Encyclopädie XVI, 2, 1935, 2514
- Paul Wessner, « Ianuarius Nepotianus », dans Die Real Encyclopädie IX, 1, 1914, 697-698